# 門徒
門徒，原意為向旁人學習且接受指導者。通常指緊密跟隨某大師學者或宗教領袖的弟子，這樣的弟子不但接受老師管教，服膺老師所教導之學術理論或教條真理、且願意身體力行甚至將其發揚光大。

## 門徒的一般用法
相對於現代比較廣泛常用的學生，門徒一詞的含意更深、要求更嚴謹。學生可以只是短期向老師學習某種知識技能，結業後不見得與老師再有關係；一旦稱為門徒，則代表著將自己的生命與老師的生命連結，水裡來火裡去，休戚相關禍福與共。一個人一生中可能做過許多人的學生，但是通常只會是一個特定對象的門徒。
門徒的例子在古代較常見。比如，孔子有弟子三千，其中就有賢者七十二人，也有人稱他們為七十二門徒；另有最優秀的十個稱為孔門十哲。這群門徒與孔子朝夕相處，不但向孔子學習各種知識技藝，更重要的是在人格品德的陶冶及志向生涯的規劃上，接受孔子的管教帶領。他們也跟隨孔子周遊列國，並曾與孔子共渡患難。
當昔日的門徒成為大師後，也會收納自己的門徒。如此師徒代代相傳，一家一派的學統就此建立。在中國東周時期，子思是孔子的孫子，也被多數學者相信是孔子門徒曾子的門徒，而孟子則是子思的門徒，孔孟思想奠定了儒家的基礎。在與他們差不多同時期的古希臘，柏拉圖是蘇格拉底的門徒，而亞里士多德則是柏拉圖的門徒，他們師徒三代的思想與著作不但是古希臘哲學核心，更對西方文明有深遠影響。
道教、佛教等宗教中也有门徒之称，如佛陀在世時门徒中有十大弟子，另外还有像一贯道中的门徒、天道教中的门徒、基督教中的门徒等等。在很多帮派组织中，都有收门徒的做法。

## 另見
- 信徒
- 使徒
- 平信徒